# Haškov
Haškov je bývalá osada ležící na jih od Mnichova Hradiště, které ji později pohltilo i s přilehlou obcí Veselá. Na místě Haškova se postupně vyvinula průmyslová zóna, v současnosti s bývalou továrnou LIAZ, která původní osadu zcela nahradila. Z osady se dochoval toskánský sloup z 18. století. Katastrálně osada spadá pod obec Veselou.

## Historie
Osada vznikla původně jako samota se jménem Divišův dvůr na místě tehdy zvaném Roztoky, na břehu řeky Jizery, která se zde dělí na Malou a Velkou Jizeru. Samotu tvořil dvůr s mlýnem, který je poprvé zmíněn 23. srpna 1345 jako součást majetku hradišťského kláštera, kdy zadlužení mniši předali Haškov, Veselou, Bakov, Maníkovice, Ptýrov a Ptýrovec do správy majitelům zvířetického panství Markvarticům. 

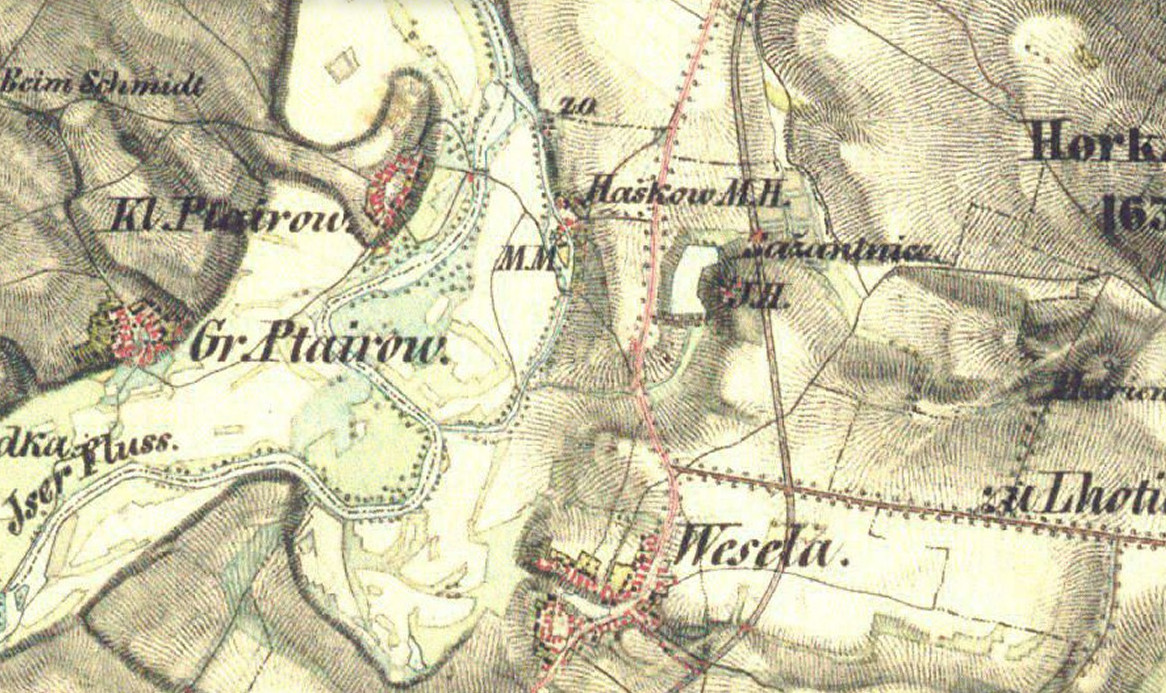
Haškov na mapě Druhého vojenského mapování

V roce 1400 je v pramenech zmiňován dvorec zemana Havla zvaného Haška, podle něhož se jméno osady změnilo na Haškův dvůr a později Haškov. Roku 1540 zde sídlil Václav Močidlanský z Močidlan a roku 1556 byl mlýn připojen k panství Zvířetice, čímž se osada stala poslední vesnicí na severní hranici zvířetického panství. V květnu 1643 vypálila švédská vojska táhnoucí na Prahu statky a mlýn v Haškově i statky a domy ve Veselé, čímž celou ves zpustošila. Po bitvě na Bílé hoře připadl Haškov s dalšími vesnicemi v sousedství, spadajícími pod Ptýrovskou rychtu, pod mnichovohradišťské panství, tj. Valdštejnům. Ti zůstali majiteli až do zrušení roboty v roce 1848. Roku 1798 mlýn koupil a zmodernizoval Jan Šverma z Velkého Ptýrova. Potom ho získala na několik let rodina Vavrušků, které patřil druhý místní dvorec. Roku 1865 zde byla postavena železnice, která do ryze zemědělské osady přinesla poptávku po řemeslech a postupnou industrializaci. Mlýn koupil roku 1873 Franz Bujatti a postavil zde textilní továrnu, tkalcovnu bavlněných látek pro 400 lidí, mlýn přitom o rok později zrušil. V letech 1869 a 1870 byl postaven Arnoštem Karlem z Valdštejna cukorvar, který byl roku 1873 oceněn medailí pro svůj cukr ze světové výstavy ve Vídni. Na začátku 20. století byl Haškov rozšířen o domky pro zaměstnance textilní továrny včetně vily pro ředitele. Během hospodářské krize přestala textilka prosperovat a následně sloužila část prostor k výrobě zemědělských strojů Josefa Šimona a k výrobě klobouků Tonak, která skončila roku 1948. Areál získal v roce 1951 LIAZ a v roce 1961 došlo k ukončení činnosti vodního díla Haškov a byl zavezen náhon i odtokový kanál. Roku 1995 došlo ke zboření cukrovaru. Mlýn je nepřístupný a bez funkčního vodního motoru.
Nedaleko osady je autobusová zastávka Mnichovo Hradiště, Haškov, původně pojmenovaná jen Haškov.

## Pověst
Asi 100 m severně od potoka Veselky stojí dosud toskánský sloup z roku 1703. Váže se k němu lidová pověst z neznámé doby o zakleté krčmě, pojmenované po místu, kde skutečně tato krčma stávala. Toto místo se jmenovalo V Maliní a nebo také U Nejsvětější trojice patrně podle někdejšího sousoší. V krčmě V Maliní se velmi hýřilo, což se nezamlouvalo okolnímu obyvatelstvu. Nepřestávalo to ani na Velký pátek a jeden z rozhněvaných kolemjdoucích pocestných tak krčmu proklel. Ta se v tu ránu propadla do země.